# Hartertula flavoviridis
Hartertula flavoviridis е вид птица от семейство Bernieridae, единствен представител на род Hartertula. Видът е почти застрашен от изчезване.

## Разпространение
Видът е разпространен в Мадагаскар.